# Quadrângulo completo

Um quadrângulo completo (a esquerda) e um quadrilátero completo (a direita).

Em matemática, especificamente geometria projetiva, um quadrângulo completo é um sistema de objetos geométricos consistindo de qualquer quatro pontos em um plano, dos quais nenhum conjunto de três estejam em uma reta comum, e das seis retas de conexão de cada par de pontos.